# Григорий Распутин
Григорий Ефимович Распутин (на руски: Григо́рий Ефи́мович Распу́тин) е руски монах и мистик. Распутин е загадъчна фигура, живяла в последния етап от царуването на руския цар Николай II, неговата съпруга царица Александра и единствения им син Алексей.

## Биография
Григорий Ефимович Распутин е роден на 22 януари (9 януари по стар стил) 1869 г. в сибирското село Покровское, Тоболска губерния.  Убит е на 30 декември (17 декември по стар стил) 1916 г.
Началото на живота си прекарва в родно си село и близките му околности, после - поради несъгласията си с местното население и преследван от власите, тръгва да пътешества и след време се добира до Санкт Петербург, където се превръща в приближен на императора, повлиял силно върху съдбата на неговата държава.
Властта на Распутин става възможна, в резултат на болестта на престолонаследника Алексей Николаевич, страдащ от хемофилия, изразяваща се в значително по-бавно от обичайното съсирване на кръвта, правещо дори най-леките външни рани и всеки вътрешен кръвоизлив много по-опасни и изтощителни, отколкото  при хората, незасегнати от това състояние. По това време вече е имало някои относително ефективни лекарства, позволяващи частичното му неутрализиране, но недоверчива към методите на лекарите, царицата, която е силно религиозна, но и склонна към мистицизъм, се обръща към прославилия се сред простолюдието Распутин, вярвайки че с помощта на молитвите му избавлението на княза ще бъде много по-сигурно. Скоро намесата на Распутин сякаш дава положителен ефект. Но монахът бързо превръща това във фактор за повишаване на личното си благосъстояние. Той става чест гост на царското семейство и получава практически неограничен достъп до болния, който му позволява да манипулира, както състоянието му, така и впечатленията на другите от промените в него. Важна подробност е, че медицинското лечение на княз Алексей не се преустановява, но сега вече става под непосредствения надзор и контрол на Распутин, на когото и разчитат да съобщава и тълкува доколко то е успешно и на какво се дължи степента, която в този или онзи момент има неговата ефикасност. При всяка криза в здравето на престолонаследника монахът спечелва все по-голямо влияние в руския двор. Стига се дори до положение, срещите на царското семейство зависят от самия него, особено след като той им внушава, че само присъствието му в столицата гарантира живота на принца. Царица Александра вярва, че Бог говори с нея чрез Распутин (с императора и императрицата той води и кореспонденция, свидетелстваща за странния му, разбъркан и преднамерено загадъчен говор). Царят му има изключително доверие, въпреки слуховете, че е правил опити да съблазни по-големите му дъщери, че е любовник на жена му и подозренията, че те и двамата са немски агенти.  
Аристокрацията в Санкт Петербург обаче донякъде проумява интригите му и гледа с неодобрение на засилващата се мощ на монаха, която става още по-голяма с разразяването на Първата Световна война, а после - и с приемането на лош за Русия неин обрат. Владетелите без много задръжки искат съветите на Распутин и търсят от него духовна подкрепа, споделяйки във връзка с това редица поверителни сведения. Възниква движение за ликвидирането му, отначало чрез легални и полу-легални средства. Но след като не успяват да се отърват от фаворита по официален път, част от дворяните се решават да рискуват със заговор за убийството му. На 16 декември 1916 г. Распутин е поканен от княз Феликс Юсупов да посети двореца му на канала Мойка, където монахът е отровен чрез вино и кексчета съдържащи цианкалий. Когато видели, че отровата не му действа, князът взел револвер, с който прострелял Распутин в гърдите. Той паднал и Юсупов го сметнал за мъртъв. Качил се при съучастниците си, за да обмислят как да се отърват от трупа. Обаче Распутин се оказал жив и все още достатъчно жизнен за да нападне на свой ред Юсупов, когато той се върнал в подземието. След ожесточена борба, князът се изплъзнал, грабнал револвера и отново стрелял, този път и в главата. Овързаният труп на монаха след това бил хвърлен в река Нева. Съществува версия, че той и тогава не е бил мъртъв, а е загинал чак в реката, където всъщност се е удавил. Изглежда това заключение е било резултат от изследване на трупа на Распутин, който след изваждането му от водата бил погребан, направено по времето на възглавилия Русия по време на Февруарската революция премиер Александър Керенски (отначало само министър в правителствата на Георги Лвов) Той нарежда на генерал Корнилов да изрови и изгори трупа на Распутин в пещите на Политехническия институт. Това е направено в нощта на 10 срещу 11 март 1917 г.
Распутин се прочува и като прорицател. За едно от пророчествата му се смята, че е и следното обръщение към царя (което, ако е действително и автентично, му отправил през 1916 г.): „Аз чувствам, че ще си отида от живота до 1 януари. Царю на руската земя, ако чуеш камбанен звън, който ще ти съобщи, че Григорий е убит, знай, че един от твоите е подготвил моята смърт и никой от вас, никое от твоите деца, няма да живее повече от две години. Царю руски, ти ще бъдеш убит от руския народ, а самият народ ще бъде проклет и ще стане оръдие на дявола.“, което е възможно да е дало повод за създаването на легендата за "проклятието на Распутин", според което уж заради влошеното - даже неблагодарно и жестоко - отношение на величествата към него, той по магически път е предизвикал падането на тяхната династия и всячески е действал (дори и от гроба и като зъл дух) за пълното унищожение на семейството и рода Романови (версия, илюстрирана, поддържана и силно популяризирана например в анимационния филм "Принцеса Анастасия" на 20th Century Fox). Друга, и по-научно обоснована причина за това поверие е прословутото и всеизвестно по онова време убеждение на императорското семейство, че Распутин е спасил от сигурна смърт болния от хемофилия принц Алексей и че единствено фактът, че монахът е жив и наоколо е причината и престолонаследникът да не е още мъртъв, но ако Распутин умре, ще загине и младежът.